# سید علی‌اصغر غروی
سید علی اصغر غروی در مهر ماه ۱۳۲۵ در اصفهان زاده شد. او عضو شورای مرکزی حزب نهضت آزادی ایران و مسئول شاخه اصفهان این حزب می‌باشد. وی از فعالین ملی مذهبی به‌شمار می‌رود. وی از مترجمان، محققان و مفسران قرآن است. او دانش آموخته فلسفه اسلامی، نماینده دولت موقت در لبنان در آغاز پیروزی انقلاب ایران، فرستادهٔ دولت شورای انقلاب به لبنان در سه ماههٔ آخر سال ۱۳۵۸ بوده‌است.

## زندگی
وی در مهر ماه سال ۱۳۲۵ در خانواده‌ای مذهبی در اصفهان زاده شد. برجسته‌ترین آموزگار وی، پدرش سید محمد جواد غروی بود که حکمت، فقه، کلام و حدیث را نزد وی آموخت.

## تحصیلات
دیپلم خودرا از دبیرستان ادب اصفهان اخذ  و در سال ۱۳۴۸ مدرک کارشناسی خود را در رشته ادبیات و زبان انگلیسی از دانشگاه تهران اخذ نمود. پس از اتمام خدمت نظام وظیفه و نیز ضمن آن تدریس در مدرسه عالی مدیریت کرمان، در سال ۱۳۵۳ برای ادامهٔ تحصیل به لبنان رفت و در سال ۱۳۵۵ به اخذ مدرک کارشناسی ارشد در رشتهٔ فلسفه اسلامی از دانشگاه لبنان و در سال ۱۳۵۸ به اخذ درجهٔ دکترا در همان رشته از دانشگاه سن ژوزف بیروت نائل آمد. از جمله اساتید او می توان به جلال الدین همایی، پرویز ناتل خانلری، محمد معین، بدیع الزمان فروزانفر، سعید نفیسی اشاره کرد.

## فعالیت سیاسی
در دانشگاه تهران از مهدی بازرگان متأثر شد و به مبارزات سیاسی پرداخت.
وی در زمان تحصیل خود در لبنان در کنار مصطفی چمران و همچنین موسی صدر سرگرم مبارزه بود.
در سال ۱۳۶۰ فعالیت سیاسی خود را تحت حزب نهضت آزادی ایران از سر گرفت و هم‌اکنون عضو شورای مرکزی آن و از فعالین ملی مذهبی است.
غروی پنج بار پس از انقلاب اسلامی به اتهامات مختلفی مانند نشر اکاذیب دینی یا تلاش برای براندازی نظام به زندان افتاده‌است.

## بازداشت پس از انتخابات ۸۸
سید علی اصغر غروی در روز جمعه ۹ مهر ۱۳۸۹ به همراه ابراهیم یزدی و هاشم صباغیان که جهت شرکت در یک مراسم ترحیم به اصفهان آمده بودند و هنگامی که برای استراحت و اقامه نماز جمعه به منزل یکی از دوستان خود رفته بودند، بازداشت شد.
افرادی که خود را مأموران امنیتی و بسیج معرفی می‌کردند اقامه این نماز را «غیرقانونی» خواندند و به همین دلیل به بازداشت اعضای نهضت پرداختند. مأموران علاوه بر سه عضو نهضت، شمار دیگری از حاضران را هم که به این بازداشت‌ها اعتراض می‌کردند با خود بردند.
او روز یکشنبه ۱۸ مهر ماه ۸۹ از زندان آزاد شد

## فعالیت دینی
او در سال ۱۳۵۸ به ایران بازگشت و پس از دو ماه همکاری با دولت موقت به نخست وزیری مهندس بازرگان در کنار غروی، پدر خود، قرار گرفت و علوم فقه، حکمت، تفسیر و کلام را نزد وی تکمیل کرد و هم‌زمان به ترجمه و ویرایش آثار علامه غروی پرداخت.
ایشان از سال ۱۳۸۰ اقدام به برگزاری کلاس‌هایی با عنوان تفسیر ترتیبی و تفسیر موضوعی قرآن مبین نمود. این دوره‌ها را اداره اطلاعات اصفهان تعطیل کرد.
در سال ۱۳۸۶ به حکم دادگاه ویژه روحانیت، نماز جمعه ایشان تعطیل شد و از برگزاری جلسات تفسیر قرآن او نیز جلوگیری شد.

## یادداشت روزنامه بهار و حواشی آن
در تاریخ چهارشنبه، ۱ آبان ۱۳۹۲ از وی مقاله‌ای با عنوان "امام؛ پیشوای سیاسی یا الگوی ایمانی؟" به مناسبت عید غدیر خم در رونامه بهار انتشار یافت که به انکار ولایت و رهبری واگذار شده به امام علی از سوی پیامبر پرداخته و تنها او را الگوی ایمانی برای مسلمانان دانسته‌است. شنبه ۴ آبان ۱۳۹۲ سه روز پس از انتشار این مقاله روزنامه بهار طی توضیحاتی پیرامون آن، از مطالب ذکر شده در این مقاله اعلام برائت می‌کند و چاپ این مقاله را یک اشتباه ذکر می‌کند. و سرآخر به‌تاریخ ۱۳۹۲/۰۸/۰۶هیئت نظارت بر مطبوعات روزنامه بهار را توقیف کرد.
غروی به شش ماه حبس محکوم شد. حکم پرونده از سوی شعبه ۳۲ دیوان عالی کشور، تأیید شد.
وی عصر روز شنبه ۲۱ دی ماه ۱۳۹۲ با قرار وثیقه ۲۰۰ میلیون تومانی آزاد شد. اما به‌دلیل نامساعد بودن وضعیت عمومی به بیمارستان مراجعه کرد و تحت اقدامات تشخیصی و درمانی قرار گرفت.
او پس از بازداشت موقت به مدت ۶۳ روز، به دایرهٔ اجراء احکام دادگاه فرهنگ و رسانه احضار شد و سپس برای گذراندن باقیماندهٔ محکومیت خود راهی زندان اوین شد.

### حواشی پس از انتشار
- مکارم شیرازی گفت:

«نباید فقط به توقیف روزنامه بهار قناعت کرد.»
- نوری همدانی با اظهار تاسف از این رویداد گفت:

«چرا باید یک روزنامه جرات توهین به مقدسات را پیدا کند.»
- صادق آملی لاریجانی، رئیس قوه قضائیه، با اشاره به درج مقاله‌ای جنجالی در روزنامه اصلاح‌طلب «بهار» گفت:

«عده‌ای گمان کرده‌اند فضایی در کشور به‌وجود آمده که بتوانند ارکان اعتقادی نظام را زیر سؤال ببرند» وی هم‌چنین در مورد شکل‌گیری یک جریان خزنده فرهنگی هشدار داد و هم‌چنین افزود: «می‌خواهند یک جریان سیاسی و امنیتی ایجاد کنند.»
در آخر، به‌تاریخ ۱۹ آبان ۹۲ بازداشت شد. بنا بر اطلاع به‌دست‌آمده، جلسهٔ دادرسی دکتر غروی که قرار بود سه شنبه ۲۱ آبان ۹۲ در دادسرای فرهنگ و رسانهٔ تهران برگزار گردد، تا روز یک شنبه مورخ ۲۶/۸/۹۲ به تعویق افتاد.
- این رویداد با واکنش بیژن نوباوه، عضو کمیسیون فرهنگی مجلس شورای اسلامی روبرو شد. وی در روز ۵ آبان در مصاحبه‌ای اعلام کرده‌است انتشار این مطلب درست در روز عید غدیر نمی‌توانسته اتفاقی انجام شود و باید به ماهیت اصلی چنین رفتاری پی برده شود. وی از تدوین نامه دعوت از وزیر فرهنگ و ارشاد اسلامی در صحن مجلس به منظور ارائه توضیحات در خصوص رفتار این روزنامه خبر داد و از مأموریت علی مطهری، عضو هیئت نظارت بر مطبوعات در خصوص پیگیری این موضوع خبر داد.[۱۸] این روزنامه در روز ۲ آبان همان سال (۲۸ اکتبر ۲۰۱۳) با رأی هیئت نظارت بر مطبوعات توقیف شد.[۱۹] محمدرضا عارف از سیاستمداران اصلاح‌طلب ایران، این مقاله روزنامه را تقبیح کرد و اعلام کرد با خواندن آن مقاله متأثر شده‌است.
- سید محمود نبویان نماینده تهران و عضو فراکسیون روحانیون مجلس در پی یادداشت روزنامه بهار گفت: نویسنده این مقاله سواد آنچنانی ندارد و آماده مناظره با وی و افراد باسوادتر از او هستم.
- محمد تقی رهبر، امام جمعه موقت اصفهان گفت:

محتوای مقاله روزنامه بهار به افکار وهابیت نزدیک است و از آنجا که در مبانی دینی و ولایی شبهه ایجاد کرده‌است. وقتی که کسی رهبری سیاسی شیعیان را رهبری معنوی معرفی کند و بعد بگوید حکومت، امامت و ولایت یک امر معنوی است و ربطی به سیاست ندارد ایجاد شبهه در دین مبین اسلام است و این شبهات با یک عذرخواهی قابل گذشت و اغماض نیست. وقتی که در نظام جمهوری اسلامی، در ایران، در تهران و در شب عید غدیر مطلبی چاپ شود و امام امت را رهبر معنوی معرفی کند و بگوید که به کار سیاسی نباید کار داشته باشد و یک تفسیر غلطی از نهج‌البلاغه که توجیه عقلی و تاریخی ندارد و به افکار وهابیت نزدیک است ارائه دهد وزارت اطلاعات باید وارد عمل شود چرا که این اقدام قطعاً سهوی نیست.
- پناهیان گفت:

این مقاله براساس کار سیاسی منطبق با روش منافقانه لیبرال‌ها و ادبیات آن‌ها برای ترویج و تبلیغ اندیشه‌ای غیرعالمانه تنظیم شده‌است.

### بیانیه ۳۰ نماینده روحانی مجلس
یا ای‌ها الرسول بلغ ما انزل الیک من ربک و ان لم تفعل مما بلغت رسالت والله یعصمک من الناس ان الله لایهدی القوم الکافرین
ما امضاکنندگان ذیل مطلع شدیم که روز چهارشنبه در روزنامه بهار مقاله‌ای به مناسبت خجسته عید غدیر عید امامت، تحت عنوان " امام، پیشوای سیاسی با الگوی ایمانی؟" به قلم علی اصغر غروی منتسب به نهضت آزادی به ایراد تشکیک در امامت اهل بیت عصمت و طهارت پرداخته‌است.
در این مقابله با تکیه بر آیات قرآن و براساس اندیشه انحرافی تفسیر به رأی شده‌است.
به استنباط ما از محتوای این مقاله، نویسنده با استفاده از الفاظ زشت و توهین آمیز در راستای جریان سیاسی وهابیت درون شیعی عمل کرده و در حقیقت با عقاید شیعه و سنی دشمنی کرده‌است، و با تحریف ترجمه آیات قرآنی و کج فهمی یا عدم فهم صحیح آن مطالبی را نگاشته‌است.
در شرایط کنونی که استکبار و سلطه جهانی تلاش می‌کند به اختلافات مذهبی دامن زند و با طراحی دشمنی‌ها را تقویت کند و حکومت کند، شبهه افکنی، آن هم در ایام مبارک هفته ولایت جای بسی تأمل و تاسف است.
این حرکت یک مغالطه ساده‌اندیشانه و ناآشنایی با مبانی دینی است، ما این حرکت زشت عناصر و جریانات سیاسی مسئله‌دار شدیداً محکوم می‌نماییم و از هیئت نظارت بر مطبوعات کشور و سایر دستگاه‌ها می‌خواهیم اقدام عاجلی انجام دهند و بدانند که در صورت کوتاهی مجلس شورای اسلامی به وظایف نظارتی و قانونی خود عمل می‌کند.

### واکنش‌ها به بازداشت سید علی اصغر غروی
اعضاء نهضت آزادی ایران در خارج کشور با انتشار بیانیه‌ای با عنوان «گناه بزرگ دکتر غروی این است که بر سنت گرایان تاخته‌است» بازداشت غروی را محکوم کردند.
علی شکوهی در ۲۱ آبان در روزنامه ایران در مقاله‌ای با عنوان «اندیشه را با اندیشه پاسخ دهیم» چنین می‌نویسد:نویسنده مقاله مذکور دربارهٔ امامت نظر خود را بیان کرد و ما می‌توانیم با آن مخالف باشیم که البته بنده نیز با نظر ایشان مخالفم. در عین حال تا زمانی که ایشان به طرح نظرات خود می‌پردازد، ما نباید به سراغ برخوردهای قضایی برویم و با زندانی کردن ایشان، ابعادی متفاوت به مسائل فکری بدهیم این اقدام نه تنها گستره تأثیرگذاری آن نوشته را کم نمی‌کند، بلکه موجب می‌شود افراد بیشتری به سراغ آن بروند و به دلیل مظلوم تلقی کردن نویسنده آن، جانبداری ناخواسته از آن نوشته هم گسترش پیدا کند باید یک بار برای همیشه باور کنیم که آنچه یک اندیشه را از کرسی حقانیت به زیر می‌کشد، اندیشه‌ای برتر و غنی تر است نه برخوردهای امنیتی یا قضایی. اتحادیه مسلمین نایین در نامه یی با عنوان «برخوردهای قضایی با دکتر غروی هیچ توجیه قانونی ندارد» به دکتر حسن روحانی چنین می‌نویسند: آیا مخالفتی که تنها با افترا، دروغ و بهتان همراه است، بدون نوشتن حتی یک خط مستدل برای رد کردن این مقاله که به قول خود دکتر غروی این هم نظریست در میان نظرها، نقض کامل آزادی بیان، اندیشه و عقاید نیست؟!

## مقالات
- امام پیشوای سیاسی یا الگوی ایمانی[۲۳]
- نه انکار امامت، نه انکار ولایت[۲۴]
- حکومت؛ حاکمیت و حکمیت[۲۵]
- عزاداری‌های مرسوم؛ بدعت یا سنت؟[۲۶]
- معنای رجال در لغت، قرآن و روایت[۲۷]
- قرآن به مثابهٔ گفتار یا نوشتار[۲۸]
- شهید و شهادت گواه رویت[۲۹]
- فهم توسعه یافته[۳۰]
- هدف مقدس و ابزار نامقدس[۳۱]
- طالقانی آموزگار بزرگ آزادی[۳۲]
- حدود حجاب و زینت در قرآن و سنت و روایت[۳۳]
- کدامین شفاعت؟[۳۴]
- مسیح در گل خود دمید و به آسمان پرواز کرد[۳۵]
- تقلید[۳۶]
- از مُراهق تا مکلف[۳۷]
- نظری به قرآن و آنچه درآنیم[۳۸]
- حجاب؛ اجبار یا اختیار[۳۹]
- جایگاه مدیحه سرایی و مرثیه خوانی در کتاب و سنت[۴۰]
- علی و کدامین عدالت[۴۱]

## آثار
- رساله‌ها:

سرقت و قطع ید، ضرورت الگوپذیری، رفعت و ذلت و قتال در قرآن، حق و تکلیف، ارتداد در قرآن
- سخنرانی‌ها (موضوعی):

حجاب در قرآن، خطبه‌های عیدین، علل شکست قیام امام حسین (ع)، پیش زمینه‌های قیام امام حسین (ع)
- گفتگوها:

پرسش‌های محمد نوری زاد و پاسخ‌های علی اصغر غروی + پاسخ غروی به ابهام‌های خوانندگان، دلیل قرآنی ندارد، قیام توحیدی هفته، چمران به دموکراسی اعتقاد داشت نه به حاکمیت فقیهان
- نامه‌ها:

نامه به مراجع، نامه سرگشاده به محضر آیات عظام و علماء اعلام